# HD 4208 b
HD 4208 b是由加利福尼亚和卡内基行星研究团队使用凯克天文台的望远镜发现。这个行星质量可能比木星略小，尽管目前只知道它的最低质量。它的轨道距离恒星大约1.67天文单位，比火星到太阳的距离略远。它的轨道离心率很低，表明轨道很接近圆形。